# Cantharis sucinokotejai
Cantharis sucinokotejai (лат.) — ископаемый вид жуков-мягкотелок рода Cantharis. Обнаружены в янтаре Европы (Польша, Балтийский янтарь, возраст около 35 млн лет). Мелкие жуки, длина тела 6,0 мм (в чёрно-коричневого цвета, ноги желтовато-коричневые), длина надкрылий 4,25 мм (ширина 1,5 мм). Вид был впервые описан в 1996 году польским колеоптерологом А. Кушкой Архивная копия от 1 февраля 2017 на Wayback Machine (Antoni Kuśka, 1940—2010; Department of Biological Sciences, Academy of Physical Education Katowice, Катовице, Польша) под первоначальным названием Absidiella sucinokotejai Kuśka, 1996.